# Agrothereutes leucorhaeus
Agrothereutes leucorhaeus là một loài tò vò trong họ Ichneumonidae.